# Macropsis araxes
Macropsis araxes är en insektsart som beskrevs av Dlabola 1961. Macropsis araxes ingår i släktet Macropsis och familjen dvärgstritar. Inga underarter finns listade i Catalogue of Life.